# Lista de prefeitos de Guaraí
Esta é a lista de prefeitos do município de Guaraí, estado brasileiro do Tocantins.
| Nº | Nome                                                                                      | Imagem                        | Partido                                          | Vice-prefeito e partido                         | Início do mandato       | Fim do mandato                          | Observações                                     |
| 1  | Osvaldo Dantas de Sá (?–?)                                                                |                               | Aliança Renovadora Nacional ARENA                | Juscelino Damer (ARENA)                         | 11 de abril de 1970     | 31 de janeiro de 1973                   | Prefeito eleito em contexto de Ditadura Militar |
| 2  | Euclides de Lima Rodrigues (?–?)                                                          |                               | Aliança Renovadora Nacional ARENA                | Osvaldo Dantas de Sá (ARENA)                    | 1º de fevereiro de 1973 | 31 de janeiro de 1977                   | Prefeito eleito em contexto de Ditadura Militar |
| 3  | Osvaldo Dantas de Sá (?–)                                                                 |                               | Aliança Renovadora Nacional ARENA                | Amarildo Marchi (ARENA)                         | 1º de fevereiro de 1977 | 31 de janeiro de 1983                   | Prefeito eleito em contexto de Ditadura Militar |
| 4  | Carlos da Silveira Bueno "Carlitão" (Mogi-Guaçu/SP, 30.11.1919– São Paulo/SP, 05.05.2021) |                               | Partido do Movimento Democrático Brasileiro PMDB | Valdemir Martins dos Santos (MDB)               | 1º de fevereiro de 1983 | 31 de dezembro de 1988                  | Prefeito eleito em contexto de Ditadura Militar |
| 4  | Manoel de Paula Bueno (?–)                                                                |                               | Partido da Frente Liberal PFL                    | Salustiano Eulálio da Silveira (PDS)            | 1° de janeiro de 1989   | 31 de dezembro de 1992                  | Prefeito eleito em sufrágio universal           |
| 5  | Carlos da Silveira Bueno "Carlitão" (Mogi-Guaçu/SP, 30.11.1919– São Paulo/SP, 05.05.2021) |                               | Partido do Movimento Democrático Brasileiro PMDB | Orivaldo Barcellos de Faria (PDT)               | 1° de janeiro de 1993   | 31 de dezembro de 1996                  | Prefeito eleito em sufrágio universal           |
| 6  | José Lomazzi Filho (?–Pedro Afonso, 06.11.2003)                                           |                               | Partido do Movimento Democrático Brasileiro PMDB | Jairo Luiz Eckert "Gaúcho" (PL)                 | 1° de janeiro de 1997   | 31 de dezembro de 2000                  | Prefeito eleito em sufrágio universal           |
| 7  | Aluísio Tenório Marques (Afogados da Ingazeira/PE, 18.03.1949 – Guaraí/TO, 16.08.2006)    |                               | Partido Progressista Brasileiro PPB              | Gleidson Bueno (PFL)                            | 1° de janeiro de 2001   | 31 de dezembro de 2004                  | Prefeito eleito em sufrágio universal           |
| 8  | Milton Alves da Silva "Padre Milton" (Itacajá/TO, 10.08.1962–)                            |                               | Partido dos Trabalhadores PT                     | Carlos da Silveira Bueno "Carlitão" (PPS)       | 1° de janeiro de 2005   | 31 de dezembro de 2008                  | Prefeito reeleito em sufrágio universal         |
| 8  | Milton Alves da Silva "Padre Milton" (Itacajá/TO, 10.08.1962–)                            | Marcel de Carvalho Lopes (PP) | Partido dos Trabalhadores PT                     | 1° de janeiro de 2009                           | 31 de dezembro de 2012  | Prefeito reeleito em sufrágio universal |                                                 |
| 9  | Genésio Ferneda (Marau/RS, 19.09.1949–)                                                   |                               | Partido Social Democrático PSD                   | Benedito Gomes de Almeida "Bené da Voice" (PPS) | 1° de janeiro de 2013   | 31 de dezembro de 2016                  | Prefeito eleito em sufrágio universal           |
| 9  | Lires Teresa Ferneda (Passo Fundo/RS, 04.08.1951–)                                        |                               | Partido da Social Democracia Brasileira PSDB     | Donizete da Rocha Coelho (PDT)                  | 1° de janeiro de 2017   | 31 de dezembro de 2020                  | Prefeita eleita em sufrágio universal           |
| 10 | Maria de Fatima Coelho Nunes (Presidente Kennedy/TO, 04.10.1963–)                         |                               | Democratas DEM                                   | Donizete da Rocha Coelho (PV)                   | 1° de janeiro de 2021   | 31 de dezembro de 2024                  | Prefeita eleita em sufrágio universal           |
| 10 | Maria de Fatima Coelho Nunes (Presidente Kennedy/TO, 04.10.1963–)                         | União Brasil UNIÃO            | Gleidson de Paula Bueno (PL)                     | 1° de janeiro de 2025                           | Atual                   | Prefeita REeleita em sufrágio universal |                                                 |